# Jean-Marc Adjovi-Boco
Jean-Marc Adjovi-Boco (Cotonou, 22 dicembre 1963) è un ex calciatore beninese, di ruolo difensore.

## Carriera
Dopo aver disputato diverse stagioni nei campionati minori francesi, fa il proprio esordio in massima serie con il Lens dove rimane sei stagioni. Successivamente effettua un'esperienza in Scozia con la squadra dell'Hibernian.